# Liste der Monuments historiques in Hondevilliers
Die Liste der Monuments historiques in Hondevilliers führt die Monuments historiques in der französischen Gemeinde Hondevilliers auf.

## Liste der Objekte
| Bezeichnung               | Beschreibung          | Standort                               | Kennzeichnung | Schutzstatus | Datum | Bild |
| ------------------------- | --------------------- | -------------------------------------- | ------------- | ------------ | ----- | ---- |
| Skulptur Madonna mit Kind | Holz, 16. Jahrhundert | in der Kirche St-Loup-St-Gilles (Lage) | PM77000814    | Classé       | 1938  |      |